# María Menéndez-Ponte
María Menéndez-Ponte Cruzat (n. La Coruña)  es una escritora gallega.

## Biografía
Nació en Galicia , hija de Teresa Cruzat Salazar (hija del marqués de Feria), y de Joaquín Menéndez Ponte (naviero). Comenzó la carrera en la Universidad de Santiago de Compostela. Allí, junto con un grupo de estudiantes, fundó un cine-club, fue delegada de curso y publicó numerosos artículos en diversos periódicos gallegos. Antes de terminar la carrera, en 1974, se casó, tuvo su primer hijo y se mudó con su familia a Nueva York, donde vivió durante cinco años y donde se licenció en la Universidad Nacional de Educación a Distancia. Después se fue a vivir a Madrid, donde se licenció además en Filología Hispánica. 
En la década de los noventa comenzó su labor de escritora, tanto de novela como de cuentos y relato corto, fundamentalmente orientados a la literatura infantil y juvenil. Muchos de sus libros son grandes éxitos de ventas, como Nunca seré tu héroe, por el que obtuvo el Libro de Oro en el 2006 al superar los 100.001 ejemplares vendidos. Título que actualmente cuenta con más de cuarenta ediciones en distintas colecciones. En 2015 apareció la segunda parte, Héroe a mi pesar y en el 2017 la tercera, Héroe en deportivas. También, estos últimos años, entre otras actividades, ha dado  charlas por institutos a adolescentes, como el IES Francisco Ayala. 
Lo mismo ocurre con los libros de Pupi, un personaje muy querido entre los niños que tiene varias colecciones muy divertidas.  
También ha trabajado en la producción de numerosos libros de texto, proyectos musicales, guiones y numerosos artículos para la revista Padres y Maestros y el periódico Escuela.

## Obras
Estos son algunos de sus títulos principales:
- La Noche de Reyes (1996)
- Un regalo para Jesús (1996)
- Juegos de Navidad (1996)
- Un plato de blandiblú (1997)
- Jorgito Gorgorito (1997)
- Pelos de bruja (1997)
- Neptuno rey del (1997)
- Abuela Lechuza (1997)
- El gruñón don Tejón (1997)
- Nunca seré tu héroe (1998)
- Y nació Jesús (1999)
- Duérmete niño. Antología de nanas (1999)
- Manolo ha oído al ladrón! (2000)
- El amuleto de Yelko (2000)
- Anacleto el esqueleto (2000)
- Un animal muy extraño (2000)
- Maldita adolescente (2001)
- La Biblia. Historias de Dios
- Las dos caras del Playboy (2002)
- Quiero un hermanito (2003)
- Un novio para Natalia (2004)
- El dilema de Bea (2004)
- Los amuletos de Marta (2004)
- Laura en apuros (2004)
- El vuelo de la gaviota (2004)
- ¿Dónde está San Valentín? (2004)
- Tres son multitud (2005)
- La última oportunidad (2005)
- Yo digo amor, tú dices sexo (2005)
- El poso amargo del café (2006)
- Si yo soy zanahorias, tú eres nuts (2006)
- Pupi y la aventura de los cowboys (2007)
- Pupi y los fantasmas (2007)
- Pupi y sus ideas (2007)
- Pupi y el misterio de la televisión (2007)
- Pupi va a la peluquería (2007)
- El tesoro de Pupi (2007)
- Pupi se da un baño muy accidentado (2007)
- Pupi va en busca del silencio (2007)
- Pupi y el club de los dinosaurios (2008)
- Pupi al rescate (Los amigos de El Barco de Vapor) (2009)
- Pupi y el cabeza hueca (2009)
- El cumpleaños de Pupi (2009)
- Pupi al rescate (2009)
- Pupi y el monstruo de la vergüenza (2010)
- Pupi quiere ser futbolista (2010)
- Si lo dicta el corazón (2010)
- Retoñito (2010)
- Pupi va al hospital (2011)
- Pupi en la playa (2011)
- El diario de Pupi (2011)
- Pupi, Tierra a la vista (2011)
- Pupiatlas del mundo (2011)
- Héroe a mi pesar (2016)
- Nunca seré tu héroe (2015)
- Héroe en deportivas (2017)
- Empieza la ESO ¡SÁLVESE QUIEN PUEDA! (2017)

## Premios
En 2007 recibió el Premio Cervantes Chico a su trayectoria.